# Tyrrell 023
A Tyrrell 023 egy Formula–1-es versenyautó, amit a Tyrrell Racing versenyeztetett az 1995-ös Formula–1 világbajnokság során. Pilótái Katajama Ukjó és Mika Salo voltak, valamint az előbbit egy versenyen helyettesítő Gabriele Tarquini, aki a csapat tesztpilótája is volt.

## Áttekintés
Az előző évi autó gyors volt ugyan, de megbízhatatlan, ezért a hangsúlyt a megbízhatóság növelésére helyezték. A motorokért ugyanúgy a Yamaha volt felelős, ám az új erőforrások már csak 3 literesek voltak, a szabályváltozásokkal összhangban. Az előző idényben történt tragikus események hatására a versenyautókat előírásszerűen át kellett tervezni, többek között a pilótafülkék oldala került felemelésre, ami az alacsony termetű Katajama számára nem volt túl előnyös. A másik pilótájuk Mika Salo volt, aki hozta magával a Nokia támogatását és a szponzori pénzeket is. Az első két nagydíjon még sötétkék autókkal indultak, Imolától fehér-világoskék színűek lettek. Ahol a dohányreklámok be voltak tiltva, ott a Mild Seven felirat helyére a Tyrrell került.
A Tyrell egy újítással is készült, ez pedig a Hydrolink névre keresztelt hidraulikus felfüggesztés volt, és már egy ideje tesztelték. A rendszer használatától sokat vártak, azonban csalódást keltő volt, és ezért az idény közben ki is szerelték.
Salo volt a csapat eredményesebb pilótája, az egész évben szerzett összes pont az ő nevéhez fűződik. Jobban is teljesíthetett volna, például a brazil nagydíjon a harmadik helyen is haladt, de váratlanul görcsöt kapott, emiatt kipördült, és csak a hetedik helyen ért célba. Argentínában egy Aguri Szuzukival történt ütközés fosztotta meg a pontszerzéstől. Csak a szezon második felében tudott először pontokat gyűjteni. Vele szemben Katajama csalódást keltett. A portugál nagydíj rajtjánál Inoue Taki megtorpedózta őt a Footworkjével, ami miatt az autója a levegőbe emelkedett, majd fejjel lefelé állt meg. A hatalmas balesetben meg is sérült, ezért az európai nagydíjon Tarquini helyettesítette őt. Visszavonulása után Katajama felfedte, hogy ekkoriban rákkal küzdött, ami szintén hatással volt a teljesítményére.
A szezont konstruktőri kilencedikként zárták, ami az elvárásokat jelentősen alulmúlta.

## Eredmények
(félkövérrel jelölve a pole pozíció; dőlt betűvel a leggyorsabb kör)
| Év   | Csapat               | Motor        | Gumik | Pilóták  | 1   | 2   | 3   | 4   | 5   | 6   | 7   | 8   | 9   | 10  | 11  | 12  | 13  | 14  | 15  | 16  | 17  | Pontok | Helyezés |
| ---- | -------------------- | ------------ | ----- | -------- | --- | --- | --- | --- | --- | --- | --- | --- | --- | --- | --- | --- | --- | --- | --- | --- | --- | ------ | -------- |
| 1995 | Nokia Tyrrell Yamaha | Yamaha OX10C | G     |          | BRA | ARG | SMR | ESP | MON | CAN | FRA | GBR | GER | HUN | BEL | ITA | POR | EUR | PAC | JPN | AUS | 5      | 9.       |
| 1995 | Nokia Tyrrell Yamaha | Yamaha OX10C | G     | Katajama | KI  | 8   | KI  | KI  | KI  | KI  | KI  | KI  | 7   | KI  | KI  | NR  | KI  |     | 14  | KI  | KI  | 5      | 9.       |
| 1995 | Nokia Tyrrell Yamaha | Yamaha OX10C | G     | Tarquini |     |     |     |     |     |     |     |     |     |     |     |     |     | 14  |     |     |     | 5      | 9.       |
| 1995 | Nokia Tyrrell Yamaha | Yamaha OX10C | G     | Salo     | 7   | KI  | KI  | 10  | KI  | 7   | 15  | 8   | KI  | KI  | 8   | 5   | 13  | 10  | 12  | 6   | 5   | 5      | 9.       |